# أرلن روث
أرلن روث (بالإنجليزية: Arlen Roth)‏ هو عازف قيثارة جاز أمريكي، ولد في 30 أكتوبر 1952 في ذا برونكس في الولايات المتحدة.

## وصلات خارجية
- أرلن روث على موقع IMDb (الإنجليزية)
- أرلن روث على موقع ميوزك برينز (الإنجليزية)
- أرلن روث على موقع أول ميوزيك (الإنجليزية)
- أرلن روث على موقع ديسكوغز (الإنجليزية)